# AT&T
AT&T Inc. (American Telephone and Telegraph, эй-ти-энд-ти) — американский транснациональный телекоммуникационный конгломерат со штаб-квартирой в Далласе, штат Техас. Крупнейшая в мире телекоммуникационная компания. Является крупнейшим поставщиком как местной, так и дальней телефонной связи в США, а также третьим по величине сотовым оператором в США. Крупнейший поставщик прямого спутникового вещания в США через DirecTV. В списке крупнейших публичных компаний в мире Forbes Global 2000 за 2022 год AT&T Inc заняла 20-е место. В списке крупнейших компаний США по размеру выручки Fortune 500 заняла 13-е место.
Около пятой части доходов от продаж продукции и предоставляемых услуг составляет федеральный клиентский сектор обслуживания военных заказов (без учёта иностранных заказчиков американского вооружения и военной техники). Стабильно возглавляет четвёрку крупнейших подрядчиков Агентства военной связи США (куда кроме неё входили ITT, RCA и Western Union) в плане предоставления в долгосрочную аренду и лизинг оборудования засекречивающей аппаратуры и объектов инфраструктуры связи системы связи Министерства обороны США (как в континентальных штатах, так и на территории стран-сателлитов) с предоставлением квалифицированного персонала для обслуживания указанных объектов.

## История

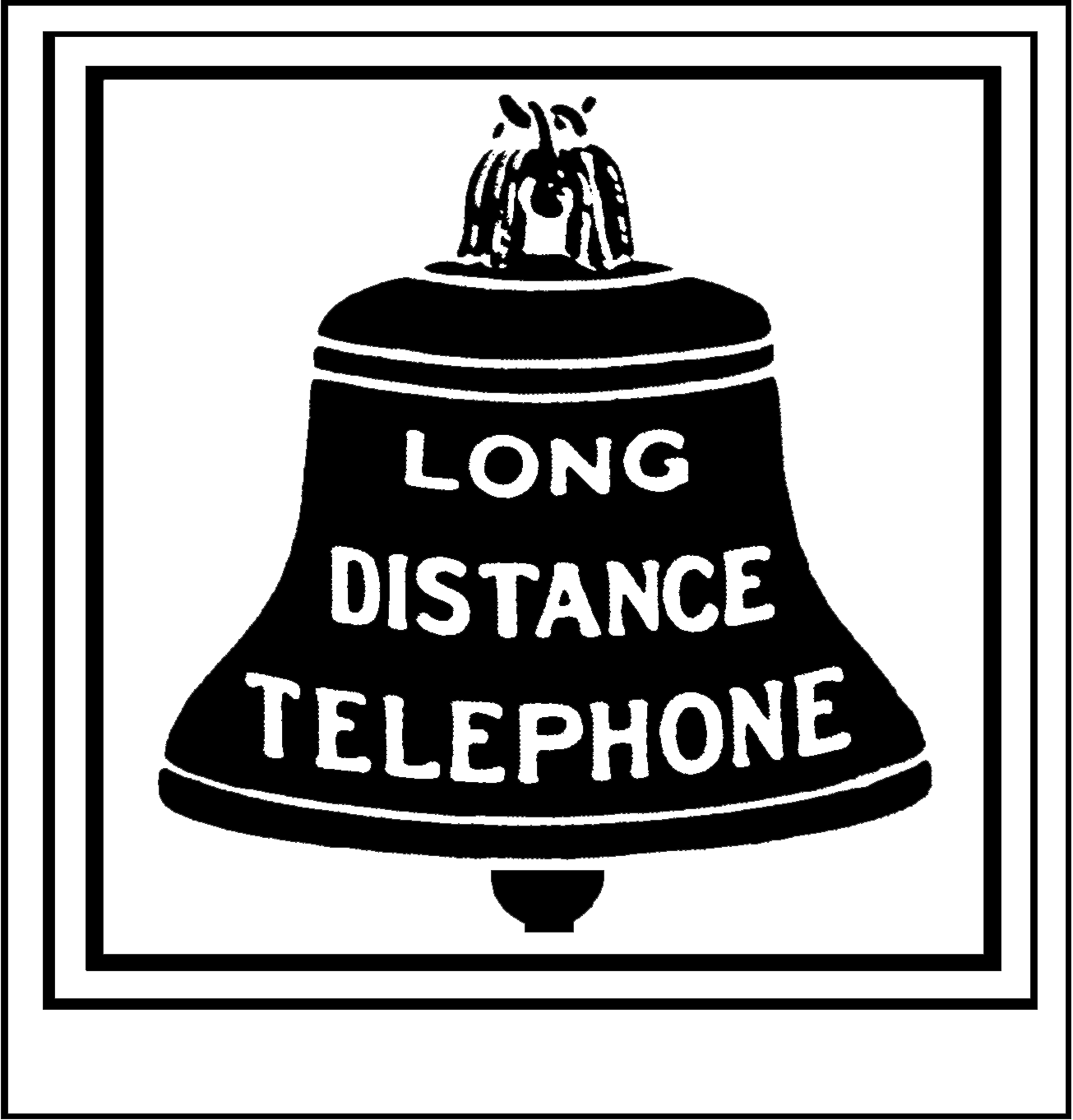
Логотип Bell System в 1889 году

### Основание
Начало истории AT&T неразрывно связано с Александром Беллом — его имя до сих пор носят некоторые дочерние компании. В 1876 году Белл зарегистрировал патент на телефон. Годом позже он со своими финансистами, Гардинером Грином Хаббардом и Томасом Сэндерсом, основал Bell Telephone Company (телефонную компанию Белла). Первая телефонная линия была проложена в 1878 году в Нью-Хейвене (Коннектикут). В следующие три года телефонные линии появились в большинстве крупных городов США.
В 1882 году компания купила у Western Union электрическую компанию Western Electric, которая стала производственной базой. Так начала формироваться Система Белла (Bell System), монополия на рынке телефонных услуг США.
В 1885 году в Нью-Йорке была зарегистрирована дочерняя компания — American Telephone and Telegraph Company (Американская телефонная и телеграфная компания, AT&T Company), задачей которой было прокладывание междугородних телефонных линий.
В 1892 году было налажено телефонное сообщение между Нью-Йорком и Чикаго.
В 1899 году American Telephone and Telegraph Company формально купила телефонную компанию Белла и стала материнской компанией, поскольку законы штата Нью-Йорк были более подходящими, чем Массачусетса, где была зарегистрирована первоначальная компания.
В 1915 году было достигнуто Западное побережье — город Сан-Франциско.

### Монополия
В 1894 году истёк срок действия патента Белла, и в США за период с 1894 по 1904 годы возникло свыше шести тысяч независимых телефонных компаний, количество абонентов выросло с 285 000 до 3 317 000. С 1907 года AT&T взяла курс на покупку конкурирующих телефонных компаний с целью присоединения их к своей сети и унификации стандартов телефонной связи. В 1913 году между AT&T и антимонопольным комитетом было достигнуто так называемое соглашение Кингсбери (Kingsbury Commitment), которым за AT&T закреплялся статус естественной монополии, однако она должна была согласовывать покупку конкурентов и тарифы с антимонопольным комитетом, а также предоставлять свои сети в пользование другим операторам.
В 1913 году компания приобрела за 50 000 $ патенты Ли де Фореста на электронные лампы, в частности патент на аудион (первый триод), позволяющий усиливать телефонный сигнал. В 1925 году AT&T основала Лаборатории Белла (Bell Telephone Laboratories, Bell Labs), которые оказались очень продуктивными: здесь были изобретены транзистор и фотоэлемент, положено начало радиоастрономии, разработаны операционная система Unix и язык программирования Си.
В 1927 году AT&T открыла трансатлантическую телефонную связь с Лондоном с помощью двухстороннего радио. Первоначальная цена разговора была 75 долларов за три минуты. Позже связь распространилась на другие страны, как через Лондон, так и напрямую с помощью радио. Радиотелефонная связь с Гавайями была установлена в 1931 году, с Токио — в 1934 году. Однако радиотелефонная связь была далёкой от совершенства, поэтому в 1956 году был проложен трансатлантический кабель, TAT-1.
Транстихоокеанский кабель был проложен в 1964 году. Параллельно развивалась и другая система связи — радиорелейная связь. Такой способ связи компанией AT&T был впервые применён в 1948 году между городами Нью-Йорк и Бостон, последующие три десятка лет применялся ещё на нескольких междугородних участках сети. В 1962 году при участии AT&T был запущен первый коммерческий спутник связи Телстар.
В то же время компании были предъявлена претензии со стороны антимонопольного комитета и других контролирующих органов, в частности, связанные с тем, что AT&T обязывала абонентов использовать только телефоны, произведённые Western Electric, причём они не продавались, а сдавались в аренду, и арендная плата составляла значительную часть доходов компании. В 1968 году федеральная комиссия по связи (Federal Communications Commission) обязала AT&T разрешить подключение к сети аппаратов других производителей.

### Разделение компании
В 1974 году начался процесс Министерства юстиции США против AT&T, который завершился в 1982 году решением разделить компанию на AT&T Communications, предоставляющей услуги междугородней связи, и семь региональных телефонных компаний. Официально разделение произошло 1 января 1984 года. От почти 150 млрд активов компании в распоряжении AT&T осталось лишь 34 млрд, из более миллиона служащих осталось 373 тысячи. Также был изменён логотип — вместо колокола — стилизованный глобус.

#### AT&T Corporation
Название AT&T осталось только у компании, предоставляющей услуги дальней связи (AT&T Communications, позже — AT&T Corporation). Конкуренция в этом сегменте рынка телекоммуникаций возрастала с каждым годом, доля AT&T сократилась с 90 % в 1984 году до 50 % в середине 90-х. В то же время возросло и количество звонков — если в 1984 году компания обрабатывала в среднем 37,5 млн звонков в день, то в 1989 году их было уже 105,9 млн, а в 1999 году — 270 млн. Всё больший процент этих соединений приходился на обмен данными между модемами, а не на передачу голоса. В 1991 году компания прекратила обслуживание телеграфного сообщения.
Компания расширялась за счёт поглощений, в том числе и на международной арене. Самыми крупными приобретениями 90-х стали покупка NCR Corporation в 1991 году и оператора сотовой связи McCaw Cellular в 1994 году. McCaw Cellular был переименован в AT&T Wireless и до конца 90-х оставался лидером мобильной связи США.
В 1995 году AT&T Corporation разделилась на три самостоятельные компании: Lucent Technologies (в которую вошли Лаборатории Белла и Western Electric), NCR Corporation (включившую компанию Teradata) и коммуникационную компанию, сохранившую название AT&T. AT&T Wireless был выделен в самостоятельную компанию в 2001 году. Исследовательское подразделение AT&T, созданное после отделения бывших AT&T Bell Labs (Лабораторий Белла), получило название AT&T Labs.
В 2005 году AT&T Corporation объединилась с SBC Communications, образовав крупнейшую телекоммуникационную компанию США.

#### Ameritech
Ameritech — одна из семи региональных телефонных компаний, образовавшихся в 1984 году. Работала в Иллинойсе, Индиане, Мичигане, Огайо и Висконсине. В 1999 году была поглощена SBC Communications, теперь часть AT&T Inc.

#### Pacific Telesis
Pacific Telesis — образована из части сети AT&T, обслуживающей западное (тихоокеанское) побережье США. В 1997 году поглощена SBC Communications, теперь — часть AT&T Inc.

#### BellSouth
BellSouth образовалась в 1984 году из двух телефонных компаний, входивших в AT&T — Southern Bell и South Central Bell. Предоставляла услуги связи в штатах Алабама, Флорида, Джорджия, Кентукки, Луизиана, Миссисипи, Северная и Южная Каролина и Теннесси, а также в Австралии и Новой Зеландии. В 2006 году была поглощена AT&T Inc.

#### Southwestern Bell
Southwestern Bell (SBC Communications) — основная компания, сформировавшая современную AT&T Inc.

#### Bell Atlantic и NYNEX
Две телефонные компании, обслуживающие северо-восток США. Объединились в 1996 году. После поглощения независимого оператора GTE объединённая компания стала называться Verizon Communications. Основной конкурент современной AT&T Inc.

#### US West
Образовалась из трёх компаний, входивших в AT&T: Mountain States Telephone & Telegraph (или Mountain Bell), Northwestern Bell и Pacific Northwest Bell. Обслуживала северо-запад США. В 2000 году была поглощена Qwest Communications, которая, в свою очередь, в 2011 году была поглощена CenturyLink, третьей крупнейшей телекоммуникационной компанией США.

### После 2006 года
Таким образом, части AT&T на конец 2006 года оказались распределёнными между тремя телекоммуникационными компаниями США: AT&T Inc., Verizon Communications и Qwest Communications. AT&T Inc. собрала четыре компании из семи, получив 66,1 млн телефонных линий, 58,7 млн абонентов мобильной связи и 11,6 млн потребителей высокоскоростного интернета.
В марте 2011 года компания достигла соглашения о поглощении компании T-Mobile USA у Deutsche Telekom за 39 млрд долларов, благодаря чему клиентская база оператора могла достигнуть отметки в 129 млн пользователей, превысив аналогичную у Verizon (102 млн абонентов), но из-за активного противодействия регулирующих комиссий и конкурентов сделка сорвалась, что привело к срыву процесса поглощения.
В июле 2015 года приобрела компанию DirecTV за 48,5 млрд долларов.
21 июня 2018 года приобрела конгломерат Time Warner за 85 млрд долларов, который владеет компаниями Time Inc., Warner Bros. Entertainment, Time Warner Cable, CNN, HBO, Turner Broadcasting System и The CW Television Network.
17 мая 2021 года AT&T объявила о создании совместного стримингового сервиса с компанией Discovery. Новая платформа объединит медиаактивы AT&T (Warner Media) и контент Discovery. Со стороны AT&T в новый сервис войдут фильмы киностудии Warner Brothers, кабельные каналы HBO, CNN, TNT, TBS и стриминговый сервис HBO Max. Со стороны Discovery — кабельные каналы Discovery, Animal Planet, HGTV, Food Network и другие, а также стриминговая платформа Discovery+. Сделка предусматривает, что акционеры AT&T получат 71 % новой компании, а 29 % будет у текущих акционеров Discovery. Новую компанию возглавит генеральный директор Discovery Давид Заслав.
В 2021 году 30-процентная доля в DirecTV была продана инвестиционной компании TPG Inc. В апреле 2022 года Time Warner была объединена с Discovery и выделена в самостоятельную компанию Warner Bros. Discovery, её акции были распределены среди акционеров AT&T.

## Собственники и руководство

### Акционеры
Акции компании котируются на Нью-Йоркской фондовой бирже. Институциональным инвесторам по состоянию на начало 2023 года принадлежало 55 % акций, крупнейшими из них были: The Vanguard Group (8,5 %), BlackRock (7,3 %), State Street Global Advisors (4,0 %), Newport Trust (2,7 %), Geode Capital Management (1,9 %), Morgan Stanley (1,5 %), Northern Trust (1,1 %).

### Совет директоров

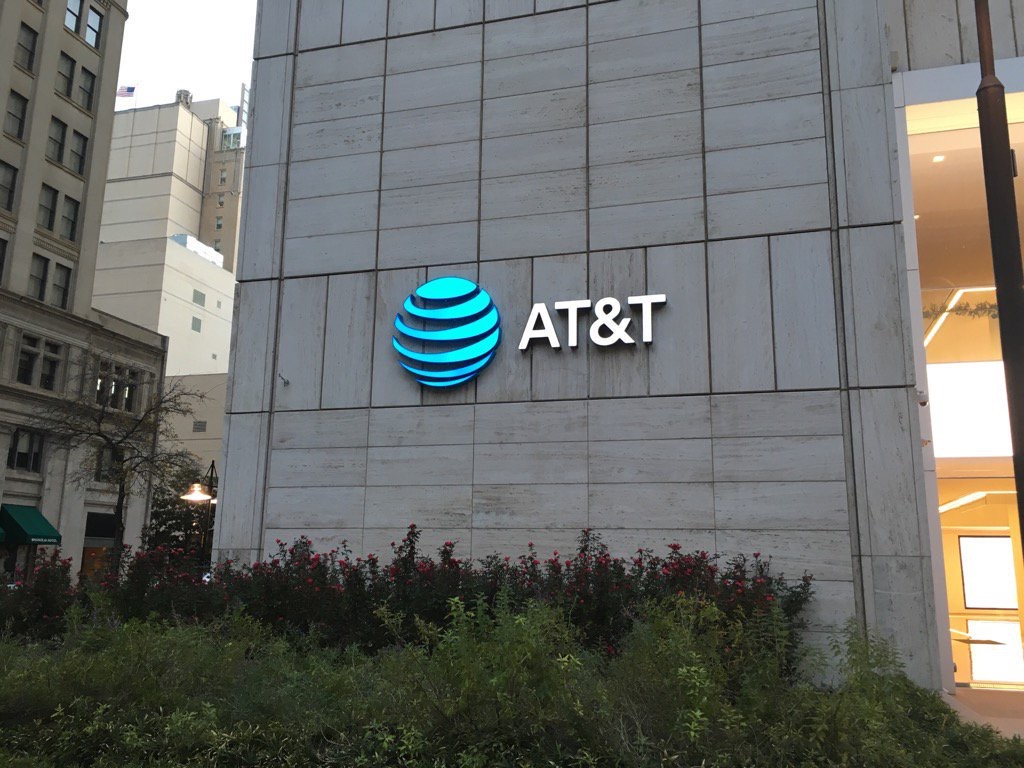
Штаб-квартира в Далласе

Уильям Кеннард (William Earl Kennard, род. 19 января 1957 года) — председатель совета директоров с 2020 года. Ранее работал председателем Федеральной комиссии по связи (1997—2001), послом США в Европейском союзе (2009—2013), управляющим директором инвестиционного фонда The Carlyle Group.
Также в совет директоров входят:
- Сэмюел Дипьяцца мл. (Samuel A. DiPiazza, Jr.) — председатель Warner Bros. Discovery, ранее возглавлял PricewaterhouseCoopers
- Скотт Форд (Scott T. Ford) — ранее возглавлял Alltel
- Гленн Хатчинз (Glenn H. Hutchins) — председатель инвестиционной компании North Island
- Дебра Ли (Debra L. Lee) — возглавляет телеканал BET
- Стивен Лучо (Stephen J. Luczo) — ранее возглавлял Seagate
- Майкл Макаллистер (Michael B. Mccallister) — ранее возглавлял страховую компанию Humana
- Бет Муни (Beth E. Mooney) — ранее возглавляла банк KeyCorp
- Мэттью Роуз (Matthew K. Rose) — ранее возглавлял железнодорожную компанию Burlington Northern Santa Fe
- Синтия Тейлор (Cynthia B. Taylor) — возглавляет нефтяную компанию Oil States International[англ.]
- Луис Убиньяс (Luis Ubiñas) — ранее был президентом Фонда Форда
- Джеффри Янг (Geoffrey Y. Yang) — соучредитель инвестиционной компании Redpoint Ventures[англ.]

### Руководство
топ-менеджеры:
- Джон Стэнки (John Stankey) — президент и главный исполнительный директор (CEO) компании с июля 2020 года, в компании с 2004 года.
- Паскаль Дерош (Pascal Desroches) — старший финансовый директор

## Деятельность
Подразделения по состоянию на 2022 год:
- Телекоммуникации — предоставляет услуги проводной и беспроводной связи в США, а также международной связи для корпоративных клиентов; на подразделение пришлось 97 % выручки; подразделение включает следующие подгруппы:
  - Мобильная связь — услуги мобильной связи в США (217 млн абонентов на конец 2022 года), а также продажа оборудования (мобильных телефонов и модемов); 68 % выручки;
  - Корпоративная проводная связь — создание корпоративных локальных сетей, услуги голосовой связи и доступа к интернету, облачные вычисления, оборудование для компаний и государственных учреждений; 19 % выручки;
  - Потребительская проводная связь — услуги голосовой телефонии и широкополосного доступа к интернету для розничных клиентов в ряде регионов США (15 млн абонентов); 11 % выручки;
- Латинская Америка — услуги мобильной связи (бренды AT&T и Unefon, 22 млн абонентов) и продажа оборудования в Мексике; 3 % выручки.

AT&T Incorporated входит в число из около 500 компаний и неправительственных организаций, составляющих Коалицию глобального лидерства США. Взносы членов коалиции идут на продвижение интересов американских компаний на международной арене дипломатическими, инвестиционными и другими средствами.
|                        | 2001…  | 2006…  | 2011  | 2012  | 2013  | 2014  | 2015  | 2016  | 2017  | 2018  | 2019  | 2020  | 2021  | 2022   |
| ---------------------- | ------ | ------ | ----- | ----- | ----- | ----- | ----- | ----- | ----- | ----- | ----- | ----- | ----- | ------ |
| Оборот                 | 45,38… | 63,06… | 126,7 | 127,4 | 128,8 | 132,4 | 146,8 | 163,8 | 160,5 | 170,8 | 181,2 | 171,8 | 168,9 | 120,7  |
| Чистая прибыль         | 7,008… | 7,356… | 3,944 | 7,264 | 18,25 | 6,224 | 13,69 | 13,33 | 29,85 | 19,95 | 14,98 | -3,82 | 21,48 | -7,055 |
| Активы                 | 96,42… | 270,6… | 270,3 | 272,3 | 277,8 | 292,8 | 402,7 | 403,8 | 444,1 | 531,9 | 551,7 | 525,8 | 551,6 | 402,9  |
| Сотрудников, тыс. чел. | 193,4… | 304,2… | 256,4 | 241,8 | 243,4 | 243,6 | 281,5 | 268,5 | 254,0 | 268,2 | 247,8 | 230,8 | 202,6 | 160,7  |

### Продукция
Одним из видов деятельности компании было производство автоматических телефонных станций, среди которых высокопроизводительные коммутаторы (свитчи) 4ESS и 5ESS, поставлявшиеся в Россию и работающие до сих пор во многих городах.
В середине 90-х годов компания выходила и на рынок компьютерной техники, представив семейство ПК и ноутбуков AT&T Globalyst с расширенными коммуникационными возможностями.

## Благотворительность и спонсорство
AT&T является одной из компаний-обеспечителей Американского института предпринимательства.
Также компания являлась спонсором команды «Формулы-1» Williams. Начиная с 2012 года спонсор Red Bull Racing.

## Дочерние компании
Основные дочерние компании по состоянию на 2022 год:
- Illinois Bell Telephone Company, LLC (Иллинойс)
- Indiana Bell Telephone Company, Inc. (Индиана)
- Michigan Bell Telephone Company (Мичиган)
- Nevada Bell Telephone Company (Невада)
- Pacific Bell Telephone Company (Калифорния)
- AT&T Teleholdings, Inc. (Делавэр)
- Southwestern Bell Telephone Company (Делавэр)
- The Ohio Bell Telephone Company (Огайо)
- Wisconsin Bell, Inc. (Висконсин)
- AT&T Services, Inc. (Делавэр)
- AT&T Corp. (Нью-Йорк)
- Teleport Communications America, LLC (Делавэр)
- BellSouth, LLC (Джорджия)
- BellSouth Telecommunications, LLC (Джорджия)
- AT&T Mobility LLC (Делавэр)
- AT&T Mobility II LLC (Делавэр)
- New Cingular Wireless PCS, LLC (Делавэр)
- Cricket Wireless LLC (Делавэр)
- AT&T Comunicaciones Digitales, S. de R.L. de C.V. (Мексика)
- AT&T MVPD Group Holdings, LLC (Делавэр)